# Platysemaphora rubiginosa
Platysemaphora rubiginosa är en fjärilsart som beskrevs av Diakonoff 1960. Platysemaphora rubiginosa ingår i släktet Platysemaphora och familjen vecklare. Inga underarter finns listade i Catalogue of Life.